# جون كرومويل (مخرج)
جون كرومويل (بالإنجليزية: John Cromwell)‏ مواليد 23 ديسمبر 1887 في توليدو، الولايات المتحدة - الوفاة 26 سبتمبر 1979 في سانتا باربارا، الولايات المتحدة، هو ممثل ومخرج أمريكي بدأ مسيرته الفنية سنة 1912. فاز بجائزة توني. امتدت مسيرته الفنية لأكثر من 66 عاما.

## الأعمال
- منذ أن رحلت
- أنا وملك سيام

## روابط خارجية
- جون كرومويل على موقع IMDb (الإنجليزية)
- جون كرومويل على موقع الموسوعة البريطانية (الإنجليزية)
- جون كرومويل على موقع روتن توميتوز (الإنجليزية)
- جون كرومويل على موقع ألو سيني (الفرنسية)
- جون كرومويل على موقع تيرنر كلاسيك موفيز (الإنجليزية)
- جون كرومويل على موقع أول موفي (الإنجليزية)
- جون كرومويل على موقع قاعدة بيانات برودواي على الإنترنت (الإنجليزية)
- جون كرومويل على موقع قاعدة بيانات الأفلام السويدية (السويدية)
- جون كرومويل على موقع إن إن دي بي (الإنجليزية)
- جون كرومويل على موقع قاعدة بيانات الفيلم (الإنجليزية)